# Quercanus luteogaster
Quercanus luteogaster är en stekelart som beskrevs av Heydon 1994. Quercanus luteogaster ingår i släktet Quercanus och familjen puppglanssteklar. Inga underarter finns listade i Catalogue of Life.